# Paseos de la Providencia
Paseos de la Providencia es una localidad del estado mexicano de Aguascalientes. Es parte del municipio de San Francisco de los Romo.

## Demografía
| Censo | Población |
| ----- | --------- |
| 2000  | 11        |
| 2010  | 1 867     |
| 2020  | 5 543     |